# Eremias papenfussi
Eremias papenfussi es una especie de lagarto del género Eremias, familia Lacertidae, orden Squamata. Fue descrita científicamente por Mozaffari, Ahmadzadeh, & Parham en 2011.

## Descripción
La longitud hocico-respiradero es de 54 milímetros y presenta un peso de 3,66 gramos.

## Distribución
Se distribuye por Irán.